# 江守道
江守道（Stephen Kaung，1915年1月14日—2022年7月2日），基督教新教地方教会傳道人和作家，出生在中華民國上海，長期旅居美國維吉尼亞州里奇蒙。他是卫理公会会督江长川牧師之子，1935年毕业于东吴大学。

## 家庭和早年生活
江守道生長在一個敬虔的基督徒家庭中。他還是嬰孩時，按衛理公會的傳統受了滴水禮的洗。每天晚上全家亦一同禱告，讀經。當他十幾歲時，他甚至替他父親在教會講道。但後來當他回想這段時間，他認為他那時在屬靈上是瞎眼的：他知道福音是真的，但並沒有真正接受它。

## 受呼召
因為他的家庭背景，江守道本來是接受基督教宗派制度的。1933年，他在苏州东吴大学读书期间，倪柝聲派遣唐守临从上海到苏州，宣传嬰孩受洗、教會分宗派不合乎聖經，江守道受到影響，接受地方教会的观点。可是因為他父親在衛理公會身居要職，不敢傷他的心，所以心中很為難。一天他禱告時，他告訴神說並不是他不肯跟隨神，但是實在是太難，目前不是時候。聖靈在心裏對他說：「愛父母過於愛我的，不配作我的門徒。」（太十37）他因此決定立即受浸，離開宗派，並且參加了倪柝聲他們的聚會，且參予了倪的事工，後在苏州基督教中产生相当的影响。
1935年，江守道从东吴大学毕业，得到他父親的同意，成為倪柝聲的同工，在上海和中國大陸各地事奉。1936年，在参加倪柝聲在鼓浪屿举行的这华南同工聚会后，江守道在福建省各地传道。五个月后，与陆忠信、魏光禧、张耆年、黄若深开始建立广州的地方教会，三个月后，陆忠信、魏光禧建立了香港地方教会，不久二人分别前往昆明及新加坡建立教会，而江守道就到香港來。教會先租用深水埗钦州街以及佐敦道7号等地开辟聚会处，直到1950年，倪柝声在香港带领特会，带来复兴，才购地兴建尖沙咀天文台道5号聚会所。
1941年，江守道离开香港，前往西南重庆等地从事教会工作，帮助抗战时期从沿海各地内迁的信徒，在西南各地成立教会；同时也与艾得理、赵君影、于力工牧师合作，在重庆推动中国学生归主运动，担任全国第一届大学生夏令会（奋兴布道大会）讲道。不少青年学生受其影响加入教会，或献身传道事业，例如陈终道、滕近辉等人。
1950年10月22日，为应对外间刊物对倪柝聲的攻击，他和上海教會其他长老，以及李淵如、汪佩真、張耆年、繆韻春等女同工共12人，联名發表《幾句迫不得已的話》，为倪柝聲作见证，澄清流言。

## 到海外
1950年代，江守道离开中国，前往菲律宾。1952年，由于单覃恩的邀请，江守道移居美国纽约，那里有一个华人移民和回国传教士的小聚会。不久移居旧金山。1958年和李常受一同访问欧洲和中东，并回到纽约。
1973年，江守道和稍后受他所邀而到美国服事的李常受，在真理的看見上出现了分歧：江守道反对李常受讲论「基督是受造的…子就是父，基督是灵…」并反对「祷读和呼求主名」。
他把倪柝声的著作及信息翻译为英文，由他在維吉尼亞州里奇蒙，自己建立的出版社，Christian Fellowship Publishers（CFP）出版。他自己所讲的信息，则多由其他基督徒编辑出版。在整個1960年代，他與史百克（Theodore Austin-Sparks）共同在美國馬里蘭州主持大型聚會。
江一直住在维吉尼亚州的里奇蒙，多以英語講道。約80年代初，他回遠東探訪教會，及後在台港等地教會同工要求下，他開始了「基督徒事奉特會」，至2018年結束。但之後他仍到遠東訪問，在各地教會傳講神的話。他同時每年夏天亦擔任北美地區的「美西基督徒追求特會」的講員。直到被主接去。

## 離世
於2022年7月2日離世。

## 部份著作
- 《教会立场问题：内容与事奉》
- 《身体的生活和事奉》
- 《教会的事奉》
- 《事奉的恢复》
- 《得神喜悦的事奉》
- 《教会的建造与事奉》
- 《那从天上来的异象》
- 《先知和牧人》
- 《同一个灵、同一个脚踪》
- 《神的工作——反思与追踪》
- 《执事与管家》
- 《教会与工作》
- 《我们的见证》
- 《约柜》
- 《大卫在神面前的属灵历史》
- 《耶和华是我的牧者》
- 《呼召、产业、能力》